# Ames (Altes Ägypten)
Ames (auch Amsu) ist die altägyptische Bezeichnung für eine Insigne, entweder eine Keule oder ein Zepter. Das Ames war eines der göttlichen und königlichen Herrschaftszeichen, das mit göttlichen Kräften geladen war. Es wurde insbesondere entweder im Totenkult in Verbindung mit dem königlichen Himmelsaufstieg oder mit der rituellen Handlung des „Schwingens der Ames-Keule für die Niederschlagung der Feinde Ägyptens“ verwendet.